# Attentatet vid Champs-Élysées 2017
Attentatet vid Champs-Élysées 2017 var ett attentat där tre franska poliser blev beskjutna den 20 april 2017 på paradgatan Champs-Élysées i Paris.

## Bakgrund
Polisen i Frankrike var i larmberedskap i förberedelse för befarade attentat mot Presidentvalet i Frankrike 2017 och att två beväpnade personer som sympatiserade med Islamiska staten gripits i Marseille då de förberedde ett attentat.

## Attentatets förlopp
IS-terroristen Karim Cheurfi (född 1977) klev kvällen den 20 april 2017 ur en personbil som stannat bredvid en polisbuss parkerad på Champs-Élysées och öppnade eld med automatkarbin mot polisbussen och polisen Xavier Jugelé dödades med två skott mot huvudet och två poliser sårades. Cheurfi försökte fly från platsen och sköt mot människor varvid en kvinnlig turist skadades av rikoschetter. Poliser som skyndat till platsen avlossade moteld och sköt ihjäl Cheurfi.

## Utredning
Polisen hittade papper vid Cheurfis kropp med propaganda för Islamiska staten. Personbilen som Cheurfi klivit ur genomsöktes av bombexperter för att kontrollera att den inte hade några fällor. Detektiver sökte igenom fordonet och hittade en lista över adresser till polisstationer i Lagny-sur-Marne och tre vapenbutiker. I en sportbag hittades ett pumphagelgevär, knivar och ett exemplar av Koranen.

## Offer
Xavier Jugélé (född 1980) var en av poliserna som deltog i insatsen mot terroristerna i Bataclan-massakern i samband med terrordåden i Paris i november 2015. Fram till 2010 hade han varit anställd vid Gendarmerie nationale. Han var ordförande i föreningen Flag, en förening för homosexuella poliser.